# Signal-Rausch-Verhältnis

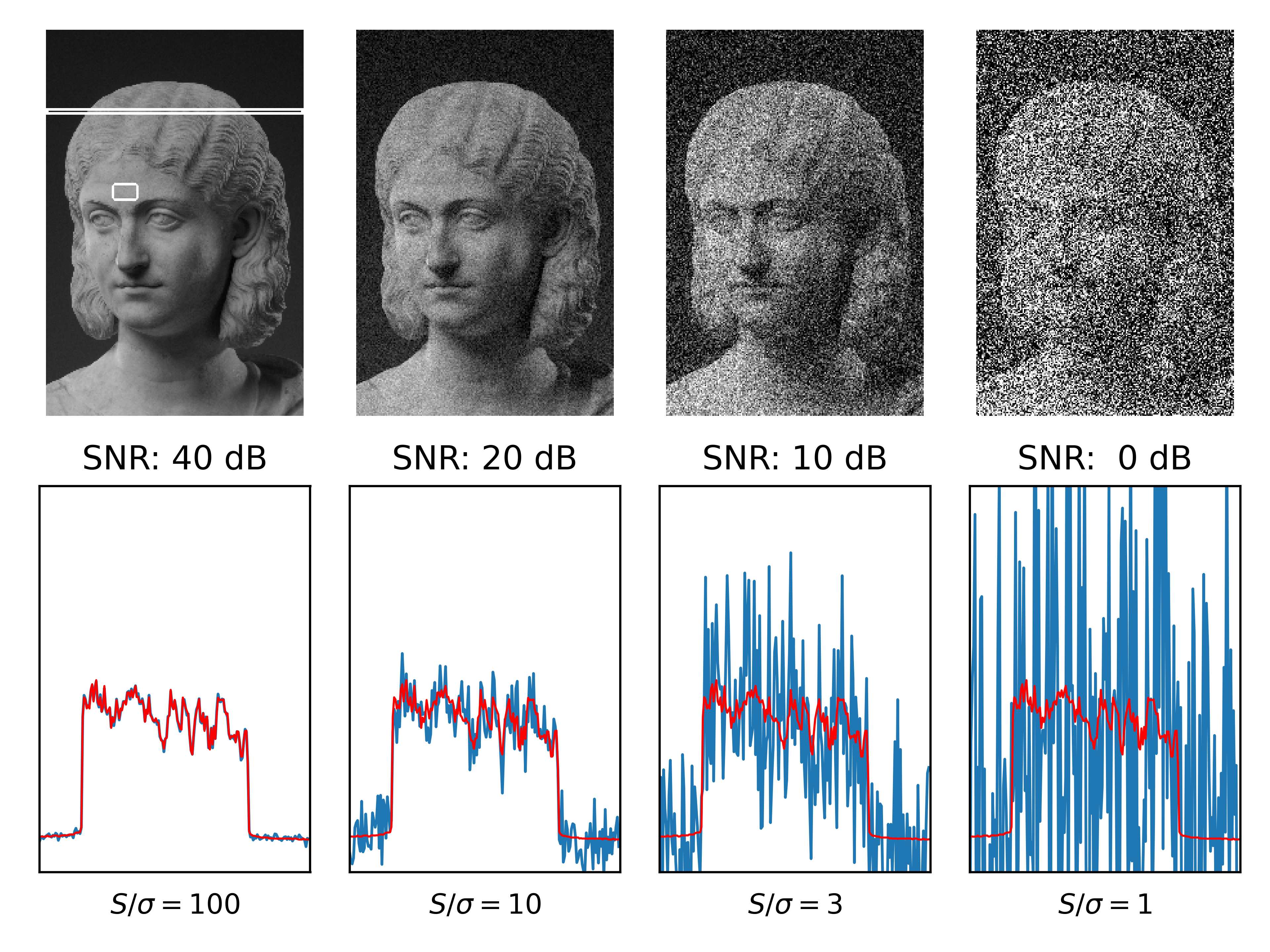
Schwarz-weiß-Photographie mit unterschiedlichen Signal-Rausch-Verhältnissen. Die angegebenen Werte beziehen sich auf die rechteckige Region auf der Stirn. Die Liniendiagramme zeigen die Signalintensität in der markierten Bildzeile (rot: Originalsignal, blau: mit Rauschen).

Das Signal-Rausch-Verhältnis, abgekürzt SRV oder S/R, ist ein Maß für die technische Qualität eines Nutzsignals  (z. B. eines Audio- oder Videosignals). Bei der Aufzeichnung (Messung) eines Signals wird im Allgemeinen neben dem gewünschten Signal (z. B. der Sprache bei einer Audioaufnahme) auch ein unvermeidliches Hintergrundrauschen aufgenommen, das die Qualität (z. B. die Sprachverständlichkeit der Tonaufnahme) reduziert. Je stärker das Nutzsignal im Verhältnis zum Hintergrundrauschen ist, desto höher ist die technische Qualität des Signals. Das Signal-Rausch-Verhältnis beschreibt dieses Verhältnis zwischen der Stärke des Nutzsignals und dem Hintergrundrauschen (Störsignal).
Alternative Bezeichnungen für das Signal-Rausch-Verhältnis sind Störabstand {\displaystyle a} oder (Signal-)Rauschabstand {\displaystyle a_{R}}, beziehungsweise SNR oder S/N von englisch signal-to-noise ratio.
Das Signal-Rausch-Verhältnis ist ein Begriff aus der Hochfrequenz-, Mess- und Nachrichtentechnik sowie der Akustik, der auch in vielen weiteren Bereichen wie etwa der Automatisierungstechnik oder der Signal- und Bildverarbeitung verwendet wird. Verwandte Größen sind das Spitzen-Signal-Rausch-Verhältnis (PSNR), das Träger-Rausch-Verhältnis (C/N) und das Träger-Interferenz-Verhältnis (C/(I+N) oder C/I).

## Anwendungen
- Das Signal-Rausch-Verhältnis dient als Bewertungszahl zur Beurteilung der Qualität eines (analogen) Kommunikationspfades. Um die Information sicher aus dem Signal extrahieren zu können, muss sich das Nutzsignal deutlich vom Hintergrundrauschen abheben, das SNR muss also ausreichend groß sein. Fällt das SNR, steigt bei Digitalübertragungen die Fehlerrate.
- Als Kennwert eines Empfängers charakterisiert das SNR, wann der Empfänger Rauschen vom Signal unterscheiden kann. Für einen Menschen ist in einem verrauschten Signal mindestens ein SNR von ca. 6 dB erforderlich, um darin enthaltene Sprache heraushören zu können.
- Das SNR wird auch verwendet, um Analog-Digital-Umsetzer zu bewerten. Der Quantisierungsfehler wird hierbei als Rauschen aufgefasst und kann zum Signal ins Verhältnis gesetzt werden. Liegt ein lineares System vor, so kann dieser Wert auch verwendet werden, um die effektive Anzahl von Bits zu bestimmen.
- In der elektromagnetischen Verträglichkeit gilt der Störabstand als Gütekriterium einer Signalübertragung.[1]

## Definition
Das Signal-Rausch-Verhältnis ist definiert als das Verhältnis der vorhandenen mittleren Signalleistung PSignal zur vorhandenen mittleren Rauschleistung PRauschen (dem Integral der spektralen Rauschleistungsdichte über die Bandbreite), wobei der Ursprung der Rauschleistung nicht berücksichtigt wird.
Als Verhältnis von Größen gleicher Dimension ist das Signal-Rausch-Verhältnis eine Größe der Dimension Zahl. Es ist also:
{\displaystyle \mathrm {SNR} ={\frac {\text{Nutzsignalleistung}}{\text{Rauschleistung}}}={\frac {P_{\text{Signal}}}{P_{\text{Rauschen}}}}}
Da die Signalleistung bei vielen technischen Anwendungen um mehrere Größenordnungen größer ist als die Rauschleistung, wird das Signal-Rausch-Verhältnis oft im logarithmischen Maßstab dargestellt. Man benutzt dazu die Hilfsmaßeinheit Dezibel (Einheitenzeichen dB):
{\displaystyle \mathrm {SNR} =10\;\lg \left({\frac {\text{Nutzsignalleistung}}{\text{Rauschleistung}}}\right){\text{dB}}=10\;\lg \left({\frac {P_{\text{Signal}}}{P_{\text{Rauschen}}}}\right){\text{dB}}}

### Rauschspannungsverhältnis
Bei niedrigen Frequenzen und schmalbandiger elektromagnetischer Nutzsignal- und Rauschleistung können Signal-Rausch-Verhältnisse über effektive Spannungs- oder Stromamplituden ausgedrückt werden (→ Rauschspannung). Das ist z. B. in der Audiotechnik üblich. Da die verfügbaren Leistungen in diesem Fall dem Quadrat des Effektivwerts der Spannungen (ueff,Signal, ueff,Rauschen) proportional ist, gilt:
{\displaystyle \mathrm {SNR} ={\frac {P_{\text{Signal}}}{P_{\text{Rauschen}}}}={\frac {u_{\mathrm {eff,Signal} }^{2}}{u_{\mathrm {eff,Rauschen} }^{2}}}}
woraus folgt:
{\displaystyle \mathrm {SNR} =10\;\lg \left({\frac {P_{\text{Signal}}}{P_{\text{Rauschen}}}}\right){\text{dB}}=10\;\lg \left({\frac {u_{\mathrm {eff,Signal} }^{2}}{u_{\mathrm {eff,Rauschen} }^{2}}}\right){\text{dB}}=20\;\lg \left({\frac {u_{\mathrm {eff,Signal} }}{u_{\mathrm {eff,Rauschen} }}}\right){\text{dB}}}

### Alternative Definition
Eine alternative Definition des Signal-Rausch-Verhältnisses wird überwiegend beispielsweise in der Spektroskopie oder der Bildverarbeitung (insbesondere in der medizinischen Bildgebung) verwendet. Hier ist das SNR definiert als Verhältnis der mittleren Signalamplitude ASignal (anstelle der Leistung) und der Standardabweichung σRauschen des Rauschens:
{\displaystyle {\text{SNR}}={\frac {\text{Nutzsignalamplitude}}{\text{Rausch-Standardabweichung}}}={\frac {A_{\text{Signal}}}{\sigma _{\text{Rauschen}}}}}
Dies ist von der vorhergehenden Definition auf Basis der Spannungsamplituden zu unterscheiden, da dort zunächst die Leistung mittels der quadrierten Amplituden berechnet wird, während hier das nicht-quadrierte Amplitudenverhältnis zugrunde liegt. Bei Verwendung dieser Definition ist auch die Umrechnung in Dezibel weniger häufig zu finden; das SNR wird meist als einheitenlose Größe der Dimension 1 angegeben.

## Träger-Rausch- und Träger-Interferenz-Verhältnis
Bei Modulationsverfahren wie der Phasenmodulation oder Frequenzmodulation lassen sich Signal- und Trägerleistung nicht voneinander trennen. Deshalb bezieht man dort das Rauschen nicht auf das Signal S, sondern den Träger C (engl. carrier). Das Verhältnis heißt Träger-Rausch-Verhältnis (engl. carrier-to-noise ratio, kurz C/N).
Neben dem Rauschen können auch Interferenzen I das Signal überlagern. Dabei kann das Signal sowohl mit sich selbst durch Mehrwegeempfang, verursacht durch Reflexionen, interferieren, als auch mit ähnlichen Signalen, beispielsweise von Nachbarfunkzellen beim Mobilfunk. Je nachdem, ob die Rauschleistung mit berücksichtigt wird, kürzt man das Träger-Interferenz-Verhältnis ab als C/I oder C/(I+N).

### Funkstrecke
Das Träger-Rausch-Verhältnis C/N einer Funkstrecke verbessert sich mit der Sendeleistung Pt und den Antennengewinnen Gt und Gr von Sender und Empfänger. Sie verringert sich mit der Rauschleistung, dem Produkt aus Boltzmann-Konstante k, Rauschtemperatur T und Bandbreite B. Zusätzlich nimmt sie mit der Freiraumdämpfung F = (4π·R/λ)2 ab (R ist der Abstand, λ die Wellenlänge):
{\displaystyle C/N={\frac {G_{\text{r}}\cdot G_{\text{t}}\cdot P_{\text{t}}}{k\cdot T\cdot B\cdot F}}}
Ein Umstellen der Größen liefert den Zusammenhang zwischen Träger-Rausch-Verhältnis und Empfangsgüte (G/T).

## Spitzen-Signal-Rausch-Verhältnis (PSNR)
Wird ein Bild oder Video komprimiert übertragen, muss es an der Empfängerseite dekomprimiert und dargestellt werden. Als Kenngröße für die Qualität dieser Übertragung wird das Spitzen-Signal-Rausch-Verhältnis (PSNR von engl. peak-signal-to-noise ratio) verwendet. Typische Werte sind, bei einer Bittiefe von 8 Bit, 30 dB bis 40 dB. Bei einer Bittiefe von 16 Bit sind Werte zwischen 60 dB und 80 dB üblich.
Als Störwert wird üblicherweise die mittlere quadratische Abweichung (englisch mean squared error, MSE) verwendet, die für zwei m×n-Schwarz-Weiß-Bilder I und K, eines davon das Original, das andere die gestörte Annäherung (z. B. durch (verlustbehaftetes) Komprimieren und Dekomprimieren), folgendermaßen angegeben wird:
{\displaystyle {\text{MSE}}={\frac {1}{mn}}\sum _{i=0}^{m-1}\sum _{j=0}^{n-1}(I(i,j)-K(i,j))^{2}}
Das PSNR ist damit definiert als:
{\displaystyle {\text{PSNR}}=10\cdot \lg {\frac {I_{\max }^{2}}{\text{MSE}}}\,{\text{dB}}=20\cdot \lg {\frac {I_{\max }}{\sqrt {\text{MSE}}}}\,{\text{dB}}=(2\cdot \lg I_{\max }-\lg {\text{MSE}})\cdot 10\,{\text{dB}}}
Imax ist die maximal mögliche Signalintensität (bei einem Bild der maximal mögliche Pixelwert). Dieser berechnet sich nach (2^(Bittiefe des Signals)) -1. Werden 8 Bit zur Darstellung eines abgetasteten Wertes verwendet, ist das 255. Falls mit linearer Puls-Code-Modulation (PCM) gearbeitet wird, sind das im Allgemeinen B Bits für einen abgetasteten Wert; der maximale Wert von Imax ist dann 2B−1.
Für Farbbilder mit drei RGB-Werten pro Pixel ist die Definition des PSNR dieselbe; die MSE ist dann die Summe über alle Differenzwerte dividiert durch die Bildgröße und dividiert durch 3.
Diese Metrik ignoriert jedoch viele Effekte im visuellen System des Menschen, andere Metriken sind structural similarity (SSIM, englisch für „strukturelle Ähnlichkeit“) und DVQ.
Die um Kontrastwahrnehmungs- und Maskierungskriterien erweiterte Metrik PSNR-HVS-M bietet nach einer Untersuchung der Entwickler von 2007 die bis dahin beste Annäherung an die subjektiven Bewertungen menschlicher Beobachter, mit großem Vorsprung vor PSNR, UQI und MSSIM aber auch deutlichem Abstand zu DCTune und PSNR-HVS.

## Verbesserung des SNR
Je mehr über das Nutzsignal bekannt ist, desto stärker lässt sich das SNR anheben. Einige Verfahren zur SNR-Verbesserung sind in den folgenden Abschnitten aufgezählt.

### Anheben der Signalstärke
Bei konstantem Rauschanteil steigt die SNR, wenn man das Nutzsignal vergrößert. In einer lärmenden Menschenmenge ist Flüstern kaum zu verstehen, während lautes Rufen deutlich wahrzunehmen ist.

### Vermindern der Quellimpedanz
Das Rauschsignal ist unter anderem stark von der Impedanz der Quelle abhängig, siehe Johnson-Nyquist-Rauschen. Deshalb muss bei einem SNR auch immer der Quellwiderstand angegeben werden oder klar durch eine Norm definiert sein. Dieses Rauschen ist zudem auch temperaturabhängig, weshalb in besonderen Anwendungen eine extreme Kühlung angewendet wird.

### Vermindern der Frequenzbandbreite
Wird die Bandbreite vermindert so ergibt sich eine geringere Rauschleistung. Die Bandbreite ergibt sich entweder aus der Festlegung einer Norm oder eben durch einen Hinweis bei dem technischen Datum. Eine Angabe des Rauschabstandes ohne klare Definition der Frequenzbewertung ist ohne Aussagekraft.
Es muss unterschieden werden, ob der Bandbreitebedarf des Nutzsignals vermindert werden kann oder ob nur die Messung mit verminderter Bandbreite durchgeführt wird. Im ersten Fall wird das Gerät störungsärmer, im zweiten Fall erscheint lediglich der Messwert günstiger. Im Tonfrequenzbereich werden oft noch Bewertungsfilter insbesondere ITU-R 468 (CCIR 468) angewendet. Werte nach 'A'-Kurve zeigen zahlenmäßig günstigere Werte auf. Ansonsten wird bei einer linearen oder unweighted Messung (ITU-R BS.468-4) immer eine Bandbreiten-Begrenzung auf den Audio-bereich (22-22k) angewendet (früher DIN Fremdspannungsabstand).

### Kompressor/Expander-Systeme
Bei deutlichem Rauschen (z. B. einer Cassette) ist das SNR zu klein. Kompressor/Expander-Systeme, die sogenannten Kompander, reduzieren deshalb den Dynamikbereich des Eingangssignals. Beispielsweise werden bei den Dolby-Systemen leise Abschnitte mit überhöhter Lautstärke aufgenommen. Das Verfahren stellt sicher, dass das System bei der Wiedergabe auf die richtige Lautstärke bzw. den ursprünglichen Dynamikbereich zurückregelt (und dabei das hinzugekommene Rauschen absenkt und so den SNR erhöht).

### Filtern
Rauschen tritt im gesamten Frequenzspektrum auf. Um es zu begrenzen, filtert man es außerhalb der Bandbreite des Systems aus. Beispielsweise sorgt beim Telefon ein Tiefpassfilter dafür, dass die Frequenzen oberhalb von ca. 3 kHz unterdrückt werden.
Bei digitalen Übertragungsverfahren (z. B. Telefonmodem, jegliche Art von digitaler drahtloser Datenübertragung) wird im Empfänger zur Optimierung des SNRs ein signalangepasstes Filter (engl. matched filter) verwendet. Vereinfacht gesprochen wird im Empfänger die gleiche Filtercharakteristik angewendet wie im Sender. Häufig findet hier ein Root-Raised-Cosine-Filter Verwendung.

### Autokorrelation
Ist man nicht am gesamten Signal interessiert, sondern beispielsweise nur an dessen Frequenz, kann man das Signal durch Autokorrelation verstärken.
Obwohl das Rauschen deutlich gemindert wird, wird auch das Nutzsignal abgeschwächt. Mit dieser Methode kann man die Cramer-Rao-Grenze nicht unterschreiten. Die Cramer-Rao-Grenze gibt die Mindestgröße für die Frequenzunsicherheit in Abhängigkeit von der Abtastfrequenz, der Anzahl der vorhandenen Signalperioden und dem SNR an.

### Mittelung
Durch mehrfaches Senden einer Information lässt sich das Rauschen reduzieren. Da Rauschen stochastisch auftritt, wächst die Standardabweichung des Rauschsignals bei Summation von {\displaystyle n} Übertragungen nur um den Faktor {\displaystyle {\sqrt {n}}}, während das Signal um den Faktor {\displaystyle n} zunimmt. Das SNR bezogen auf die Signalamplituden (eine übliche Konvention in der Bildverarbeitung) steigert sich um {\displaystyle {\frac {n}{\sqrt {n}}}={\sqrt {n}}}. Dies ergibt sich aus dem zentralen Grenzwertsatz.

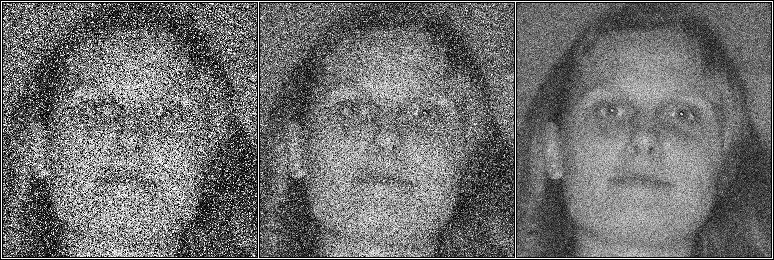
Verrauschtes Bild (links), 2-fach und 8-fach gemittelt.

Das Teilbild links ist eines von 8 Bildern, die mit einer gaußschen Unschärfe von ca. 80 Grauwertunterschieden verrauscht wurden. Das Ergebnis der Mittelung zweier Bilder zeigt das mittlere Teilbild. Die SNR hat von ca. 6 dB um {\displaystyle {\sqrt {2}}} auf 9 dB zugenommen. Nach der Summation von 8 Bildern, rechtes Teilbild, steigt es um {\displaystyle {\sqrt {8}}} auf ca. 15 dB. Das SNR der Bilder wurde aus dem Verhältnis von Kontrastumfang des Bildes und Streuung eines kontrastarmen Teilbereichs bestimmt.
Die Mittelung von Bilddaten wird zum Beispiel gerne in der Astronomie eingesetzt, etwa bei der Lucky-Imaging-Technik. Durch die Erdatmosphäre hindurch sind prinzipiell sehr scharfe Aufnahmen möglich, aber Langzeitbelichtungen leiden unter der Unruhe der Luft – die Sterne wirken verschwommen. Fertigt man nun mehrere tausend Kurzzeit-Aufnahmen an, sind aus reinem Zufall (deshalb der Name der Methode) einige hundert davon ziemlich scharf. Diese Bilder werden dann gemittelt, um das Signal-Rausch-Verhältnis zu verbessern und eine Langzeitaufnahme zu rekonstruieren.

## Ähnliche Konzepte
Das Signal-Rausch-Verhältnis ähnelt dem Cohens d, das durch die Differenz der geschätzten Mittelwerte geteilt durch die Standardabweichung der Daten gegeben ist {\displaystyle d={\frac {{\bar {X}}_{1}-{\bar {X}}_{2}}{\text{SD}}}={\frac {{\bar {X}}_{1}-{\bar {X}}_{2}}{\sigma }}={\frac {t}{\sqrt {N}}}} und steht in Beziehung zur Teststatistik {\displaystyle t} im t-Test.